# Arrondissement de Maastricht
L'arrondissement de Maastricht est une ancienne subdivision administrative française du département de la Meuse-Inférieure créée le 17 février 1800 et supprimée le 11 avril 1814.

## Composition
Il comprenait les cantons de Bilzen, Galoppe, Gulpen-Wittem, Heerlen, Maastricht (deux cantons), Maasmechelen, Meerssen, Oirsbeck, Rolduc(dont Kerkrade) et Tongres.